# Pempteurys sericans
Pempteurys sericans é uma espécie de coleóptero da tribo Anaglyptini (Cerambycinae); com distribuição na Guatemala, Costa Rica e Panamá.